# Omno
Omno es un videojuego de aventura y acción lanzado en julio de 2021 para las plataformas Xbox One, Xbox Game Pass, PlayStation 4, Nintendo Switch, Epic Games Store y PC. El juego ha sido distribuido por Future Friends Games y desarrollado por Studio Inkyfox.
Se trata de una aventura en tercera persona que usa el 3D para la creación de puzles y plataformas.

## Argumento
Al comenzar el juego, el personaje posee un báculo que permite interactuar con los diferentes escenarios. A lo largo del juego se desbloquean diferentes habilidades que permitirán resolver puzles, secretos y obstáculos. Entre las habilidades destaca «la capacidad de navegar, flotar desde lo alto y teletransportarse». En cada nivel hay que reunir tres fuente de energía, las cuales permiten desbloquear el puzle final para continuar con el siguiente escenario. La interacción con las criaturas en este juego es relevante ya que sin estas no es posible completar el juego.
A medida que se avanza se interactúa con los distintos murales y glifos que se encuentran en el camino, con el fin de descubrir la historia perdida de los portadores del báculo y su civilización.

## Desarrollo
Jonas Manke, director de desarrollo del videojuego, se unió a Kickstarter, una plataforma de financiación para proyectos creativos. Con esta iniciativa se logró recaudar «más de tres veces su objetivo inicial de 32 000 €», esto, con el fin de continuar con el desarrollo del proyecto. El juego consiguió muchos patrocinadores superando con éxito la meta que se había pedido, lo que permitió que el juego se pudiese finalizar después de 5 años trabajando solo en este proyecto.

## Recepción
El juego obtuvo críticas positivas y negativas. La revista estadounidense The Escapist resaltó la variedad de habilidades que dispone el juego para «encontrar y resolver acertijos». Nick Gillett del periódico inglés Metro dijo que el juego es «atmosférico, apacible e inspirador de una agradable sensación de descubrimiento, puedes ver todo lo que tiene para ofrecer en cuatro horas». Le otorgó una puntuación de 7 sobre 10. Ruth Cassidy de la revista PC Gamer resaltó la «variedad de acertijos desafiantes» que destacan en el juego.
El sitio web IGN afirmó que «es una lástima que el sistema de control de la consola no siempre esté a la altura de las expectativas y que haya demasiados problemas a nivel de velocidad de fotogramas». Jack Allin, colaborador oficial del portal web Adventure Gamers resaltó la historia de fondo del videojuego aunque criticó varios aspectos, entre ellos, «la recolección de energía la cual no tiene sentido» y otros aspectos relacionados con las recompensas que se ofrecen por encontrar opciones coleccionables.
Jerome Joffard del sitio web francés Jeuxvideo.com criticó las ralentizaciones del juego, también dijo que los niveles son demasiado similares. Le otorgó una puntuación de 13 sobre 20.